# Bande dessinée africaine

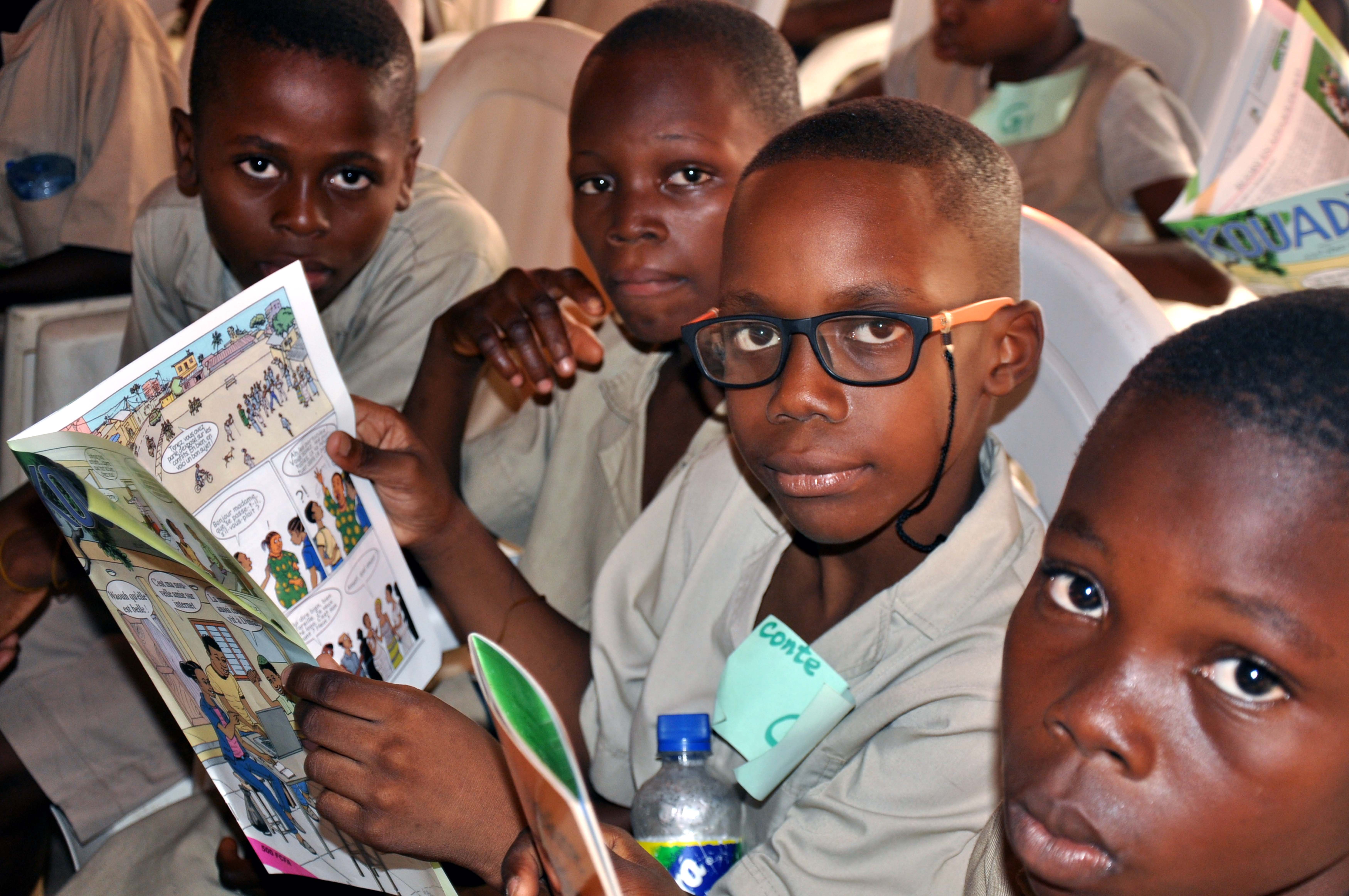
Écoliers béninois lisant une bande dessinée.

L'expression bande dessinée africaine désigne les bandes dessinées produites en Afrique par des auteurs généralement africains.

## Histoire

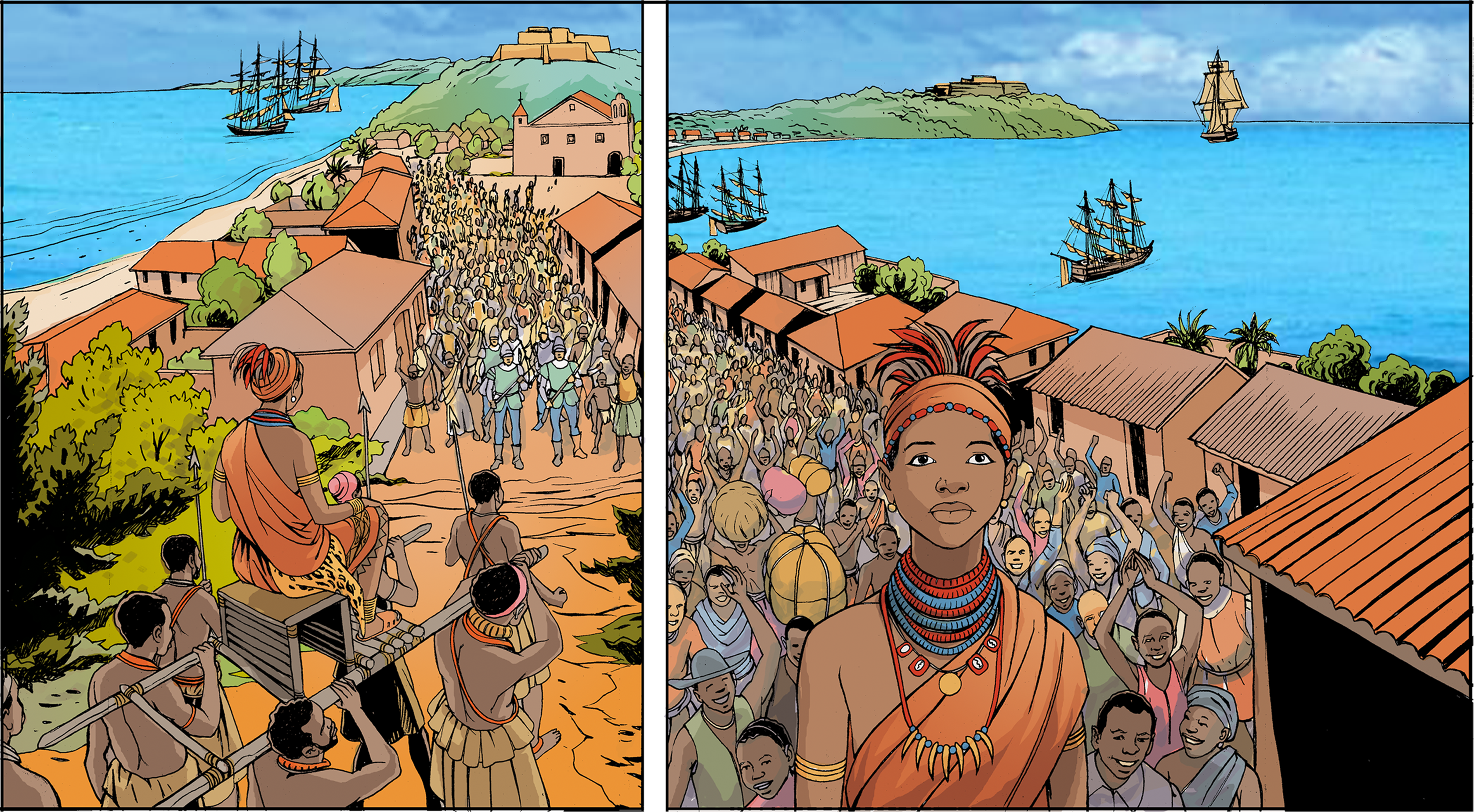
Njinga Mbandi, reine du Ndongo et du Matamba par Pat Masioni.

D'après Christophe Cassiau-Haurie en 2011, des strips apparaissent dans la presse aux côtés de caricatures et dessins de presse en Égypte, en République Sud-Africaine et à l'Île Maurice à la fin du XIXe siècle. La première revue publiant des bandes dessinées modernes est Karonga Kronikal, éditée au Malawi, en 1915-1916, suivie d'autres périodiques au Congo belge à partir des années 1920.
Toujours selon Christophe Cassiau-Haurie, le premier album de bande dessinée disponible en langues africaines est la Plus Belle Histoire (1947), de Gaston Courtois et Frédéric-Antonin Breysse, premier album de la série Belles Histoires et Belles Vies, et qui est traduite en swati et en swahili. Une des premières bandes dessinées africaines directement écrite en langue locale est Matabaro, publiée à partir de 1954.
Cette forme d'expression artistique connaît un essor dans les années 1950, notamment comme vecteur de publicité, en Égypte, en Algérie, au Congo, au Nigéria. Les premières narrations dépourvues de publicité paraissent en 1951 ; dans le mouvement des indépendances dans les années 1960, les auteurs africains s'emparent du genre, tandis que dans les années 1970, face à l'émergence des dictatures, les créateurs de bande dessinée subissent la censure.
Une série plutôt populaire est le Supa Strikas, bandes dessinées de football de l'Afrique du Sud, distribué dans plusieurs pays.
Des bandes dessinées inspirées des mangas japonais, entièrement conçus en Algérie, sont très populaires dans ce pays. On les appelle « DZ mangas » – DZ symbolisant l'Algérie sur les plaques d'immatriculation ou dans les noms de domaine.

## Liste d'auteurs africains
Algérie
- Daiffa
- Brahim Guerroui
- Slim

Bénin
- Adjaka Claudio
- Alladayè Hervé (alias Hodall Béo)
- Tonakpa Constant
- Sonon Hector

Cameroun
- Achille Nzoda
- Almo Zebest
- Mayval
- Simon Mbumbo
- Christophe N'Galle Edimo
- Hervé Nouther
- Christian Bengono

Congo
- Bob Kanza
- Willy Zekid
- Bring de Bang
- Djobiss
- Teddy Lokoka

République démocratique du Congo
- Barly Baruti
- Bathy Asimba
- Serge Diantantu
- Alix Fuilu
- Tembo Kash
- Pat Masioni
- Alain Mata
- Fifi Mukuna
- Hallain Paluku
- Eric Salla

Comores
- Moniri
- Mouridi

Côte d'Ivoire
- Marguerite Abouet
- Benjamin Kouadio
- Gilbert G. Groud
- Gbich
- Titi Faustin

Gabon
- Pahé

Ghana
- Frank Odoi

Maurice
- Eric Koo
- Laval NG

La Réunion (France)
- voir Le Cri du Margouillat
- Appollo

Sénégal
- Samba Ndar Cissé
- Moussa Thiam Pycasti

Seychelles
- Povmaniak

Tchad
- Samy
- Adji Moussa
- Adjim Danngar

## Documentation

### Généralités
- Alain Agnessan, "La Bande dessinée africaine. Musée(s) du contemporain francophone", Mouvances Francophones, 2017[6].
- Christophe Cassiau-Haurie et Christophe Meunier, Cinquante années de bandes dessinées en Afrique francophone : [exposition, Paris, Mairie du 5e arrondissement, 3-5 décembre 2010], Paris, L'Harmattan, 2010, 108 p. (ISBN 978-2-296-13654-0).
- Christophe Cassiau-Haurie, Quand la BD d'Afrique s'invite en Europe : répertoire analytique, Paris, L'Harmattan, 2012., 157 p. (ISBN 978-2-296-96604-8, lire en ligne).
- Christophe Cassiau-Haurie (dir.), Africultures, vol. 84 : Comment peut-on faire de la BD en Afrique ? 33 entretiens pour comprendre..., Paris, L'Harmattan, mai 2012 (ISBN 978-2-296-54664-6, ISSN 1276-2458) (compte-rendu en ligne).
- Christophe Cassiau-Haurie, Africultures, vol. 94-95 : Dictionnaire de la bande dessinée d'Afrique francophone, Paris, L'Harmattan, octobre 2013, 378 p. (ISBN 978-2-336-29898-6, ISSN 1276-2458, lire en ligne).
- Patrick Gaumer, « Afrique », dans Dictionnaire mondial de la BD, Paris, Larousse, 2010 (ISBN 9782035843319), p. 1-10 (hors-texte).
- Sébastien Langevin, « Bande dessinée : l'Afrique doit construire son marché », sur Africultures, 1er avril 2006.
- Klervi Lecozic, « Bulle noire sur case blanche », Les Cahiers de la bande dessinée, no 10,‎ janvier-mars 2020, p. 16-18.

### Pays spécifiques
- Stéphane Beaujean et Sébastien Langevin, « Cameroun : La BD à la mine de plomb », DBD, no 25,‎ février 2004, p. 88-92.
- Christophe Cassiau-Haurie, L'Histoire de la bande dessinée au Cameroun, L'Harmattan, Paris, 2016, 236 p.  (ISBN 978-2-343-08333-9)
- (en + pt) João Paulo Cotrim, Girma Fisseha et Manuel João Ramos, A Pintura narrativa etíope / Narrative Art in Ethiopia, Camara Municipal/Bedeteca de Lisboa, 2009. Catalogue d'exposition.
- (en) John A. Lent, « The Triumphs and Pitfalls of Kenyan Comics », dans The Comics Journal no 297, Fantagraphics, avril 2009, p. 197-200.
- (en) Mark McKinney, « The Frontier and the Affrontier: French-Language Algerian Comics and Cartoons Confront the Nation », dans European Comic Art vol. 1, no 2, Liverpool : Liverpool University Press, septembre 2008, p. 175-199.